# Brad Beyer
Bradford G. Beyer jr. (Waukesha, 20 september 1973) is een Amerikaans acteur.

## Biografie
Beyer studeerde af aan de Universiteit van Minnesota in Minneapolis.
Beyer begon in 1996 met acteren in de televisieserie Law & Order, waarna hij nog meerdere rollen speelde in televisieseries en films. Hij is vooral bekend van zijn rol als Stanley Richmond in de televisieserie Jericho waar hij in 26 afleveringen speelde (2006-2008).
Beyer is in 2010 getrouwd en heeft hieruit een kind.

## Filmografie

### Films
Uitgezonderd korte films.
- 2020 High & Tight - als Jamison Ridley
- 2019 Le Mans '66. - als Wayne
- 2017 Thank You for Your Service - als Doster
- 2016 A Stand Up Guy - als Clint
- 2013 42 - als Kirby Higbe
- 2010 Backyard Wedding - als Keith Tyler
- 2007 Mr. Woodcock - als Jay Elms
- 2007 Murder 101: If Wishes Were Horses - als Jake Brawley
- 2007 Reign of the Gargoyles - als Porter
- 2002 Sorority Boys - als Spence
- 2002 The Perfect You - als Chad
- 2002 Monday Night Mayhem - als Don Meredith
- 2001 Twelve - als Zach Taylor (stem)
- 2001 Way Off Broadway - als Darrin
- 1999 Game Day - als Dave

- 1999 Crazy in Alabama - als Jack

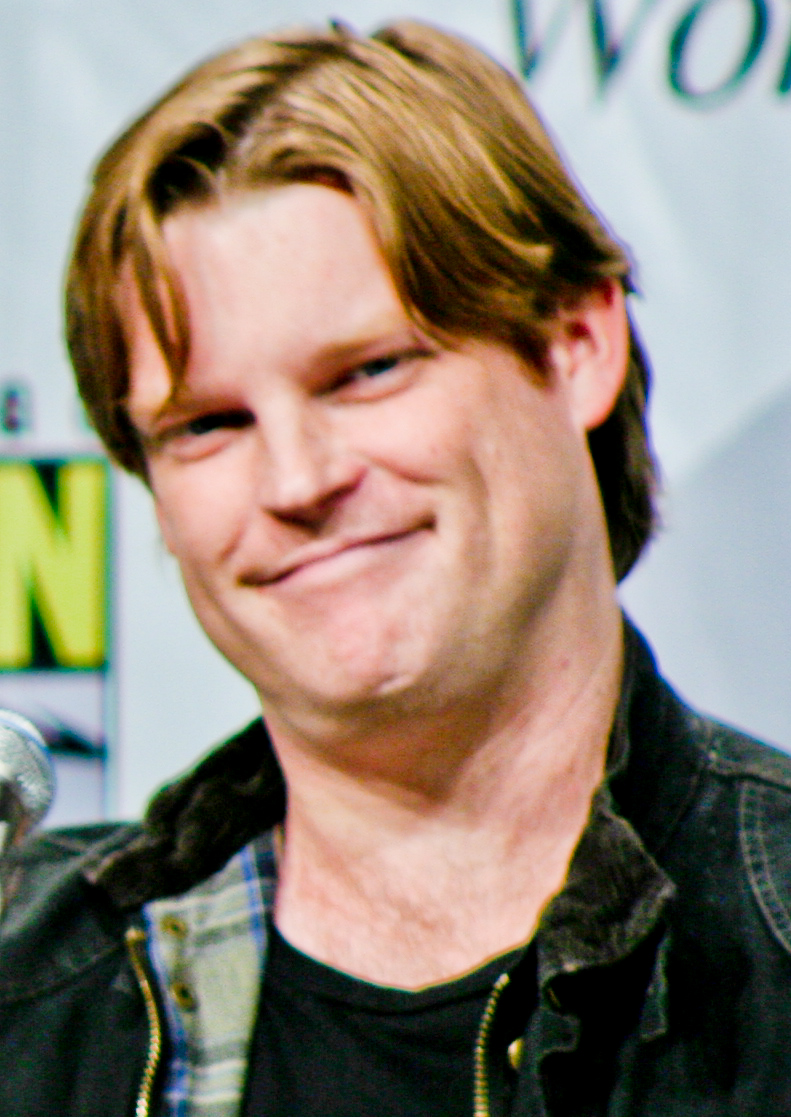
Brad Beyer, 2008

- 1999 The General's Daughter - als kapitein Bransford
- 1999 Trick - als Rich
- 1998 Enough Already - als John
- 1997 Cop Land - als jonge politieagent
- 1996 Circus Lives - als ??

### Televisieseries
Uitgezonderd eenmalige gastrollen.
- 2021 For All Mankind - als Carl Cartwright - 2 afl.
- 2019 The Birch - als Buddy - 6 afl.
- 2016 Recovery Road - als Paul Morrell - 4 afl.
- 2015 Bones - als Pete - 2 afl.
- 2014 Extant - als Harmon Kryger - 8 afl.
- 2013 Royal Pains - als Don O'Shea - 5 afl.
- 2012 NCIS - als marine kapitein Joe Westcott - 2 afl.
- 2012 GCB - als Zach Peacham - 10 afl.
- 2006-2008 Jericho - als Stanley Richmond - 26 afl.
- 2006 E-Ring - als Damon - 2 afl.
- 2001-2002 Third Watch - als Jason Christopher - 8 afl.

- International Standard Name Identifier: 0000 0004 0844 7405
- Library of Congress Control Number: n2016022756
- Virtual International Authority File: 301139280
- WorldCat: E39PBJgRRbCYXdwd9RHq8TfKBP